# Takashi Miyazawa
Takashi Miyazawa (Japans: 宮澤 崇史, Miyazawa Takashi) (Nagano, 27 februari 1978) is een Japans voormalig wielrenner.

## Overwinningen
2006
4e etappe Ronde van Siam
2e etappe Ronde van Hokkaido
Ronde van Okinawa
2007
1e etappe Ronde van Japan
 Aziatisch kampioen op de weg, elite
Ronde van Okinawa
 Japans kampioenschap op de weg, elite
2008
Eindklassement Ronde van Hokkaido
 Aziatisch kampioenschap op de weg, elite
2009
5e etappe Ronde van Hokkaido
Eindklassement Ronde van Hokkaido
 Japans kampioenschap op de weg, elite
2010
 Japans kampioen op de weg, elite
3e en 4e etappe Ronde van Taiwan
Proloog Ronde van Kumano
2e etappe Ronde van León
Kumamoto International Road Race
 Aziatisch kampioenschap op de weg, elite
2011
Izegem Koers

## Resultaten in voornaamste wedstrijden
| Jaar | Milaan-San Remo | Parijs-Brussel |  | WK op de weg |
| ---- | --------------- | -------------- |  | ------------ |
| 2011 | 134e            | 5e             |  | 30e          |
| 2012 |                 |                |  | 54e          |

Boaro ·
Cantwell · 
Christensen ·
Contador ·
J. J. Haedo ·
L. S. Haedo ·
Hoestov ·
Hernández ·
Juul-Jensen ·
Jørgensen ·
Klostergaard ·
Kroon ·
Lund ·
Majka ·
Margaliot ·
Marycz ·
Miyazawa ·
Mørkøv ·
Navarro ·
Noval ·
Nuyens ·
Paulinho ·
Pires ·
Roberts ·
C. A. Sørensen ·
N. Sørensen · 
Steensen ·
Tanner ·
Tosatto ·
Vinther
Bennati ·
Boaro ·
Breschel ·
Cantwell · 
Christensen ·
Contador ·
Duggan ·
Hernández ·
Juul-Jensen ·
Jørgensen ·
Kreuziger ·
Kroon ·
Kump ·
Lund ·
Majka ·
McCarthy ·
Miyazawa ·
Mørkøv ·
Noval ·
Petrov ·
Paulinho ·
Pires ·
Roche ·
Rogers ·
C. A. Sørensen ·
N. Sørensen · 
Sutherland ·
Tosatto ·
Zaugg ·
Hansen (stagiair) ·
Poljański (stagiair)
- CiNii: DA18386826
- Bibliotheek van het Japanse parlement: 001221562
- Virtual International Authority File: 14145376326083721304